# Lista över författarmuseer i Sverige
Lista över författarmuseer i Sverige är en ofullständig förteckning över bevarade tidigare författarbostäder eller -uppväxtmiljöer.

| Namn                                              | Typ                                               | Plats                                           | Koordinater                                             | Bild |
| ------------------------------------------------- | ------------------------------------------------- | ----------------------------------------------- | ------------------------------------------------------- | ---- |
| Årsta slott                                       | Uppväxtmiljö och bostad för Fredrika Bremer       | Österhaninge socken, Haninge kommun             | 59°06′27″N 18°11′38″Ö / 59.10750°N 18.19389°Ö           |      |
| Albert Engström-museet                            | Albert Engströms bostad                           | Gården Augustberg utanför Grisslehamn           | 60°05′46.65″N 18°48′51.14″Ö / 60.0962917°N 18.8142056°Ö |      |
| Albert Engströms ateljé                           | Albert Engströms ateljé                           | Nära gården Augustberg utanför Grisslehamn      | 60°05′40.55″N 18°49′06.96″Ö / 60.0945972°N 18.8186000°Ö |      |
| Alsters herrgård                                  | Gustaf Frödings barndomshem                       | Alster, Karlstads kommun                        | 59°23′54.3″N 13°36′10.6″Ö / 59.398417°N 13.602944°Ö     |      |
| Geijersgården                                     | Erik Gustaf Geijers bostad                        | Övre Slottsgatan 2 i Uppsala                    | 59°51′21″N 17°37′51″Ö / 59.85583°N 17.63083°Ö           |      |
| Ransäters bruksherrgård                           | Erik Gustaf Geijers födelsehem                    | utanför Ransäter                                | 59°45′58″N 13°26′31″Ö / 59.76611°N 13.44194°Ö           |      |
| Wendela Hebbes hus                                | Wendela Hebbes bostad                             | Slussgatan Södertälje                           | 59°11′41″N 17°37′51″Ö / 59.19472°N 17.63083°Ö           |      |
| Övralid                                           | Bostad för Verner von Heidenstam                  | Västra Ny socken, Motala kommun                 | 58°36.454′N 14°56.648′Ö / 58.607567°N 14.944133°Ö       |      |
| Mårbacka                                          | Selma Lagerlöfs hem                               | Östra Ämterviks socken, Sunne kommun            | 59°46′52″N 13°14′1″Ö / 59.78111°N 13.23361°Ö            |      |
| Astrid Lindgrens Näs                              | Astrid Lindgrens barndomshem                      | Vimmerby kommun                                 | 57°40′29″N 15°51′23″Ö / 57.67472°N 15.85639°Ö           |      |
| Linnés Hammarby                                   | Carl von Linnés sommarbostad                      | Danmarks socken, 15 kilometer sydost om Uppsala | 59°49′3″N 17°46′35″Ö / 59.81750°N 17.77639°Ö            |      |
| Ivar Lo-museet                                    | Ivar Lo-Johanssons bostad                         | Bastugatan 21 i Stockholm                       | 59°19′12.87″N 18°3′41.54″Ö / 59.3202417°N 18.0615389°Ö  |      |
| Ellen Keys Strand                                 | Ellen Keys bostad                                 |                                                 | 58°17′41″N 14°38′28″Ö / 58.29472°N 14.64111°Ö           |      |
| Jämshögs Hembygdsmuseum                           | Museum över Harry Martinson och Sven Edvin Salje  | Hantverkaregatan i Jämshög                      | 56°14′11.20″N 14°31′53.16″Ö / 56.2364444°N 14.5314333°Ö |      |
| Hildasholm                                        | Axel Munthes bostad                               | Leksand                                         | 60°44′3″N 14°58′51″Ö / 60.73417°N 14.98083°Ö            |      |
| Piratenmuseet i den gamla banvaktstugan i Vollsjö | Fritiof Nilsson Piratens uppväxtmiljö             | Vollsjö                                         | 55°42′06.63″N 13°47′07.31″Ö / 55.7018417°N 13.7853639°Ö |      |
| Strindbergsmuseet                                 | August Strindberg bostad under hans sista fyra år | Blå tornet, Drottninggatan 85 i Stockholm       | 59°20′18.5″N 18°03′24″Ö / 59.338472°N 18.05667°Ö        |      |
| Lilla Björka                                      | Bostad för Elin Wägner                            | byn Berg i Småland                              | 57°04′41.90″N 14°42′08.91″Ö / 57.0783056°N 14.7024750°Ö |      |